# Šindži Ono
Šindži Ono (japonsko 小野 伸二), japonski nogometaš, * 27. september 1979, Šizuoka, Japonska.
Za japonsko reprezentanco je odigral 56 uradnih tekem in dosegel 6 golov.